# Izvor (distrikt i Bulgarien, Pernik, Obsjtina Radomir)
Izvor (bulgariska: Извор) är ett distrikt i Bulgarien.   Det ligger i kommunen Obsjtina Radomir och regionen Pernik, i den västra delen av landet, 40 km väster om huvudstaden Sofia.
Trakten runt Izvor består i huvudsak av gräsmarker. Runt Izvor är det ganska glesbefolkat, med 43 invånare per kvadratkilometer.